# Paul Mercier
Paul Georges Mercier (Vermont, Estados Unidos; 13 de julio de 1962), más conocido por su nombre artístico Paul Mercier, es un actor y actor de voz estadounidense. Es conocido por prestar su voz a Leon S. Kennedy en Resident Evil 4 (2005) y a Specter en la serie de videojuegos SOCOM: U.S. Navy SEALs.

## Carrera
Mercier decidió dedicarse a la actuación en su último año de secundaria, mientras interpretaba a Tevye en El violinista en el tejado. Tras trabajar en una compañía de teatro itinerante y en otros teatros de la zona de Washington D. C., se matriculó en la Universidad de Adelphi en 1980. Además, Mercier se formó durante tres años en la Royal Shakespeare Company en la Guildhall School of Music and Drama .
Posteriormente, Mercier se trasladó a California, donde obtuvo su credencial del Sindicato de Actores de Cine.

## Roles

### Animación
- La leyenda del Príncipe Valiente
- Las increíbles aventuras de Jonny Quest– Buzo #2 / Técnico
- What a Cartoon!– Papá / Perro que habla [1]

### Anime
- .hack//SIGN– Bear[1]
- Burn Up Excess– Chimama
- Ghost in the Shell: Stand Alone Complex– Falso Hombre que Ríe / voces adicionales
- Horizontes Pokémon – Hamber[1]
- Vampire Princess Miyu– Genji / Anciano / Jefe de la aldea

### Películas
- Call of Duty: Operación Kingfish– Sargento Derek "Frost" Westbrook (sin acreditar)
- Growing Up Tiny: Kenadie's Next Chapter– Narrador
- Resident Evil: Degeneration– Leon S. Kennedy
- Wrestling with God– Alexander Campbell

### Series de televisión
- FBI: The Untold Stories
- Nazi Hunters– Narrador
- Who's the Boss?– Locutor

### Videojuegos
- .hack//Mutation– Bear[1]
- .hack//Outbreak– Bear[1]
- .hack//Quarantine– Bear[2]
- Ace Combat: Assault Horizon– Teniente coronel William Bishop
- Age of Conan: Rise of the Godslayer– General Sheng
- Age of Mythology: The Titans (2003)– Kastor
- Alone in the Dark (2024)– Jeremy Hartwood
- Call of Duty: World at War– C. Miller
- Call of Duty: Advanced Warfare– Additional Voices
- Battle Realms – Kenji
- Command & Conquer: Generals
- Command & Conquer: Generals – Zero Hour
- God of War II– Traductor 2
- Infamous 2 – Policias / Milicia / Rebeldes
- Infamous 2: Festival of Blood – Peatones masculinos
- Onimusha 3: Demon Siege– Jacques Blanc[3][1]
- Metal Gear Solid: Portable Ops– Soldado soviético A
- Nox– Intendente / Aidan / Henrick / Nigromante 2 / Minero 5
- No More Heroes III– Black Night Direction / Paradox Bandit
- Prince of Persia (2008)– Voces adicionales
- Resident Evil 4 (2005)– Leon S. Kennedy / Buhonero[1]
- Resident Evil: The Darkside Chronicles– Leon S. Kennedy[1]
- Resistance: Fall of Man
- Saints Row: The Third– Voces adicionales
- Saints Row IV– Las Voces de Steelport Virtual
- Shadows of the Damned– Fleming / Demonios[1]
- Shout About TV– Voz en off
- SOCOM II: U.S. Navy SEALs– Specter
- SOCOM 3: U.S. Navy SEALs– Specter
- SOCOM: U.S. Navy SEALs: Combined Assault– Specter
- SOCOM: U.S. Navy SEALs: Confrontation– U.S. Navy SEAL 3
- Star Trek: Starfleet Command III– Oficial de la Federación #2
- Starhawk– Rifters[1]
- Skylanders: Swap Force
- El Señor de los Anillos: la conquista– Faramir / Oficial Humano Malvado #3 / Oficial Gondoriano #3[1]
- El Señor de los Anillos: la batalla por la Tierra Media– Uruk-hai
- El Señor de los Anillos: la batalla por la Tierra Media II– Uruk-hai
- El Señor de los Anillos: La Guerra del Anillo
- The Rise of the Argonauts
- Transformers: Dark of the Moon– Voces adicionales